# Ariadna muscosa
Espèce
Ariadna muscosa est une espèce d'araignées aranéomorphes de la famille des Segestriidae.

## Distribution
Cette espèce est endémique de Tasmanie en Australie.

## Description
Le mâle holotype mesure 5,2 mm et la femelle paratype 7,6 mm.

## Publication originale
- Hickman, 1929 : Studies in Tasmanian spiders. Part III. Papers and Proceedings of the Royal Society of Tasmania, vol. 1928, p. 96-118 (texte intégral).